# نصف‌النهار ۴۱ درجه شرقی
نصف‌النهار ۴۱ درجه شرقی ۴۱مین نصف‌النهار شرقی از گرینویچ است که از لحاظ زمانی ۲ساعت و ۴۴دقیقه با گرینویچ اختلاف زمانی دارد.
این نصف‌النهار از قطب شمال شروع و از مناطق زیر گذشته و به قطب جنوب ختم می‌شود.
- قاره آفریقا
- روسیه
- اقیانوس هند